# Neves (distrikt)

Neves tillhör kommunen São Gonçalo, vars läge är här markerat.

Neves är ett distrikt i kommunen São Gonçalo i Brasilien och ligger i delstaten Rio de Janeiro. Det ingår i Rio de Janeiros storstadsområde och hade 161 721 invånare vid folkräkningen 2010.